# Ror
Et ror er et stykke udstyr, som anvendes til at styre skibe, både, ubåde, luftfartøjer eller andre fartøjer, som skal forcere luft eller vand.
Et ror virker lige som en vinge og genererer en afdrift på det sted, den er monteret, fordi roret ændrer fartøjets retning og/eller hastighed og skyldes Newtons anden lov: F = m a, hvor F er kraft, m er massen af den påvirkede fluidpakke og a er accelerationen; hastighedsændringen af fluidpakken. Rorets påvirkninger af fluidpakkerne tilsammen giver en kraft og som konsekvens vil fartøjsenden blive påvirket af en tilsvarende modsat rettet kraft – afdriften (Newtons tredje lov). Kraft og acceleration skal regnes som vektorer, da deres retning i tre dimensioner er vigtig. Dette er den rigtige årsag til at ror genererer afdrift i en strømmende fluid.